# Каковская
Каковская — река в России, протекает по Подпорожскому району Ленинградской области. Впадает в Вонозеро, из которого вытекает река Яндеба. Длина реки составляет 3,4 км.
Имеет приток — реку Гагоя. Также бассейну Каковской принадлежит Урозеро.

## Данные водного реестра
По данным государственного водного реестра России относится к Балтийскому бассейновому округу, водохозяйственный участок реки — Свирь без бассейна Онежского озера, речной подбассейн реки — Свирь (включая реки бассейна Онежского озера). Относится к речному бассейну реки Нева (включая бассейны рек Онежского и Ладожского озера).
Код объекта в государственном водном реестре — 01040100712102000012714.